# Marlène Canguio
Marlène Canguio, née le 10 mars 1942 à Sainte-Rose, Guadeloupe et morte dans la même ville le 25 janvier 2025,, est une athlète française, spécialiste des courses de haies dans les années 1960.

## Palmarès
- 31 sélections en Équipe de France A
- Championnats de France Élite :
  - vainqueur du 80 m haies en 1963 et 1964.
  - vainqueur du 100 m haies en 1969.
  - vainqueur du saut en longueur en 1967.
- Elle est la première détentrice du record de France du 100 mètres haies (13 s 6 en 1969).
- Elle améliore à cinq reprises celui du relais 4 × 100 mètres (en 1964, 1967 et 1968).
- Elle participe aux Jeux olympiques de 1964, à Tokyo. Éliminée dès les séries du 80 m haies, elle se classe huitième du relais 4 × 100 mètres.

## Records
| Épreuve          | Performance | Lieu | Date |
| ---------------- | ----------- | ---- | ---- |
| 80 m haies       | 10 s 8      |      | 1964 |
| 100 m haies      | 13 s 6      |      | 1969 |
| 100 m            | 11 s 8      |      | 1964 |
| Saut en longueur | 6,15 m      |      | 1969 |

## Hommages
En 2010, la ville de Pointe-à-Pitre rend hommage à la première femme guadeloupéenne ayant participé aux Jeux Olympiques et donne son nom au parcours de santé en front de mer de Lauricisque.